# 周迪
周迪（6世纪—565年8月17日），临川南城人，南朝梁、陈之交时地方割据者。

## 乘乱起家
周迪生年无载，仅从其后来称生于530年的周敷为弟，可见其出生当不迟于530年。
周迪出身贫寒，有勇力，能挽强弩，游猎为事。大宝元年（550年），侯景之亂時，跟随临川宗人周续討賊。梁临川内史始兴王萧毅将临川郡让给周续，周迪招募乡人相从，每战勇冠三军。不久周续部下将帅争权作乱，杀周续，推立周迪。周迪无家世背景，怕失去众心，交结有族望的豪族周敷，周敷因不能自固，待周迪也很恭敬，于是周迪渐渐掌握兵众。周迪據守临川工塘（今金溪石门乡公塘），周敷镇临川故郡。豫章豪帅熊昙朗诈称愿意将女儿嫁给在巴山拥兵的陈定之子，以周迪和另一豪帅余孝顷不同意为由，诱陈定出精甲三百和土豪二十人迎亲，都抓住，收其马仗，并论价责要赎金。
梁敬帝年间，湘、郢二州刺史司空王琳据上流，留异、余孝顷、周迪等各自起兵割据，晋熙等五郡得鲁悉达安抚才安定。

## 加官进爵
侯景之乱平定後，周迪以功被授持节、通直散骑常侍、壮武将军、高州（今广东阳江县西）刺史，封临汝（今临川市）县侯，邑五百户。绍泰二年（556年），除临川内史，不久授使持节、散骑常侍、信威将军、衡州刺史，领临川内史。
梁太平二年（557年）二月，平西将军周文育讨伐广州刺史萧勃，粮尽思退，时周迪保境坐观成败。周文育给周迪写信，约为兄弟，又派长史陆山才（一作陆迁才）说服之，周迪很高兴，为周文育大出粮饷。萧勃被平定后，周迪以功加振远将军，迁江州刺史。曾一度扣留萧勃镇南长史南海太守谢嘏。十月，陈朝代梁。时熊昙朗在豫章，周迪在临川，留异在东阳，陈宝应在晋安，彼此联合割据。永定二年（558年）正月，周迪欲自据南川，召所部八郡守宰结盟，声言要和王琳合作拥戴梁朝永嘉王萧庄。陈武帝怕他生变，派黄门侍郎萧乾厚相慰抚。时为新吴洞主的余孝顷遣沙门道林说服王琳，周迪、信武将军高州刺史黄法氍必为后患，当先定之。于是王琳派轻车将军樊猛、平南将军李孝钦、平东将军刘广德率兵八千前去，以余孝顷总督屯临川故郡，对周迪征兵粮，以观其变。五月，余孝顷在工塘聚兵二万，筑八城以逼周迪，周迪害怕求和并送兵粮。樊猛等打算结盟就回，余孝顷贪利不同意，树栅栏围攻周迪。七月，黄法氍、吴兴太守沈恪、宁州刺史周敷、豫章太守熊昙朗合兵救周迪，攻陷余孝顷别城，刘广德先期顺流逃脱，余孝顷等弃船引兵步行逃跑，周迪使周敷率众顿临川故郡，截断江口，追击，大败之，破其八城，擒李孝钦、樊猛、余孝顷于工塘，解送建康，其中樊猛逃回王琳处。此战周敷功为多。周迪获军粮、军械堆积如山，又俘虏人马，都收为己有。八月，周迪以信威将军、江州刺史为开府仪同三司，进号平南将军，增邑一千五百户，给鼓吹一部。
三年（559年）五月，與时任豫章内史熊昙朗、周文育、黄法氍一起攻讨余孝顷子余公颺、弟弟余孝劢。周文育遣安南将军吴明彻爲水军，配周迪运粮，亲自率衆军入象牙江，筑城于金口。王琳部将曹慶下令偏将常眾愛抵抗周文育，亲自攻周迪和吴明彻。周迪战败，棄船不知去向，周文育退守金口（江西省新建县西南）。熊昙朗忽生异心，阴谋叛变。周文育监军孙白象議殺熊昙朗，周文育頗猶豫。這時周迪寫信給文育，五月二十九日，文育將信轉呈給熊昙朗，熊昙朗在宴席上诛杀周文育，投降常众爱。七月，周迪进号镇南将军。天嘉元年（560年）三月，周迪与周敷、黄法氍等应陈文帝召，熊昙朗据城列舰拦路，周迪等遂以兵围之，断绝其与王琳的联系，王琳兵败，熊昙朗也部众离心，周迪破城，虏男女万馀口，熊本人兵败後逃至巴山郡村中，被當地村民斩殺。周迪斩其首传京师，尽收其众。周文育子猛烈将军周宝安灭熊昙朗余部。周迪官至安南将军。

## 反叛败亡
文帝征周迪出镇盆口，又征其子入朝，周迪观望不至。豫章太守周敷本是周迪下属，在破熊昙朗的战斗中有功，又先入朝，进号安西将军并受赏，周迪因而不平，秘密和留异勾结。朝廷讨伐留异，周迪疑惧，天嘉三年（562年）二月，举兵响应留异，派弟弟周方兴袭击周敷，反被打败。又派兄子伪装成商人在船里伏兵，谋袭寻阳太守监江州事华皎于盆城，事发，其兵被华皎所擒，船只也被其所获。东昌县人修行师响应周迪，率兵攻庐陵太守陆子隆，被陆子隆设伏击败投降。
朝议以为侍中征北大将军侯安都可讨周迪，但三月，陈文帝却以安右将军吴明彻为江州刺史，领豫章太守，都督众军，与黄法氍、周敷、华皎、鲁悉达弟镇北将军北新蔡太守鲁广达、都督、郢州刺史章昭达等讨周迪，并赦周迪治下南川士民。黄法氍讨周迪于工塘。九月，诸军兵临临川，不克。周迪请降，文帝又派弟弟安成王陈顼督诸军招纳之，四年（563年）正月，周迪溃败，弃城逃到晋安依附可能和他互为亲家的陈宝应，陈朝军队攻陷临川，文帝从子吴州刺史陈详从另一条路袭周迪于濡城别营，得周迪妻儿后回本镇，周敷擒周方兴及众渠帅。陈宝应以兵助周迪，留异也派次子留忠臣随之。三月，陈朝诏赠因讨周迪而身亡的将士。九月，陈宝应、周迪联合越东兴岭寇临川，文帝派时任护军将军的章昭达为都督率陆子隆、周敷等讨之，十一月，周迪大败，党羽多被擒，本人逃入山谷。
侯景之乱时，百姓多为盗，只有周迪不扰民，治下秩序井然。周迪性质朴，不事威仪，冬天短身布袍，夏天紫纱袜腹，在家常光脚，虽然外有卫兵，内有女伎，却衣着朴素旁若无人。周迪轻财好施，施舍也平均，虽然不善言辞，但有信义，临川人都感激他，都藏匿他，即使遭到杀戮，也不出卖他的下落。
章昭达与陈宝应对峙于建安，五年（564年）十月，周迪再出东兴岭，宣城太守钱肃以东兴降；周迪又在南城败杀受命为都督的陈详及文帝从子虔化侯陈訬、陈留太守张遂，遂复振，又在定川县与时任南豫州刺史率部来讨的周敷叙兄弟之情，骗他说自己表示愿意服罪还朝，趁结盟之时在坛上杀死了周敷。
六年（565年）七月，周迪被文帝派都督程灵洗自鄱阳别道攻败，又与十余人逃入山洞。后来派人偷偷去临川郡市场买鱼，此人因脚痛在本地人家里住宿，被宿主出卖给临川太守骆文牙而被捕，骆文牙命他擒周迪，于是派心腹勇士随之回山，由此人诱周迪出猎，勇士伏在路边斩杀之，传首建康，枭首朱雀航三日。
平定周迪，黄法氍功居多，被征为使持节、散骑常侍、都督南徐州诸军事、镇北大将军、南徐州刺史、仪同三司。南丹阳太守戴僧朔也平定周迪有功。陆子隆以功最多，迁假节、督武州诸军事。
陈宣帝太建二年（570年），诏收敛讨周迪以来战死者，送棺椁还本乡，并治疗因这些战事受伤未愈者。五年（573年）又将周迪等的首级还给其亲属，以示宽大。

## 评价
- 《陈书》史臣曰：昔张耳、陈馀自同于至戚，周敷、周迪亦誓等昵亲，寻锋刃而诛残，斯甚夫胡越矣。雠隙因于势利，何其鄙欤！[1]
- 徐俭：吕嘉之事，诚当已远，将军（指广州刺史欧阳纥）独不见周迪、陈宝应乎？转祸为福，未为晚也。[40][41]
- 《南史》论曰：熊昙朗、周迪、留异、陈宝应等，虽逢兴运，未改迷涂，志在乱常，自致夷戮，亦其宜矣。[4]
- 周迪被当地人称为“周迪王”。[42]

## 延伸阅读
[在维基数据编辑]
 《陳書·卷35》，出自姚思廉《陳書》
 《南史/卷80》，出自李延壽《南史》